# باربرا بومبيلي
باربرا بومبيلي (مواليد 13 يونيو 1975) هي سياسية فرنسية تشغل حالياً منصب وزيرة الانتقال البيئي.